# Hybomitra tropica
Hybomitra tropica är en tvåvingeart som först beskrevs av Carl von Linné 1758.  Hybomitra tropica ingår i släktet Hybomitra och familjen bromsar. Arten är reproducerande i Sverige. Inga underarter finns listade i Catalogue of Life.